# Ctenusa pretoriae
Ctenusa pretoriae är en fjärilsart som beskrevs av William Lucas Distant 1902. Ctenusa pretoriae ingår i släktet Ctenusa och familjen nattflyn. Inga underarter finns listade i Catalogue of Life.